# Margaretha-eiland
Het Margaretha-eiland (Hongaars: Margit-sziget) is een eiland in de Donau in de Hongaarse hoofdstad Boedapest.

## Beschrijving
Het Margaretha-eiland behoorde tot 2013 bestuurlijk tot het 13e arrondissement van de stad en daarmee tot Pest. Sindsdien staat het onder direct beheer van de hoofdstad. Het 96 hectare grote eiland is 2,5 km lang en de grootste breedte is 500 meter.
Het Margaretha-eiland dankt zijn naam aan Margaretha van Hongarije, de koningsdochter die in de 13de eeuw in het plaatselijke dominicanessenklooster leefde, nadat haar vader Béla IV haar als dank voor het vertrek van de Tataarse plunderaars uit Hongarije aan God had opgedragen. Voor die tijd stond het eiland, dat aanvankelijk kleiner was, bekend als het Hazeneiland. Het eiland heeft in het verleden nog andere namen gehad, zoals Onze-Lieve-Vrouwe-eiland (Nagyboldogasszony sziget) en Palatinuseiland (Palatinussziget). Het dominicanessenklooster is nu een ruïne, waarvan alleen enkele pilaren en grondvesten zijn overgebleven. Een grafsteen met Margaretha's naam herinnert aan haar leven hier.
Het eiland kreeg zijn huidige vorm aan het eind van de 19de eeuw, toen drie afzonderlijke eilanden in het kader van de regulering van de Donau werden verenigd. Daarbij werd het eiland ook verhoogd naar de huidige 104,85 m. Het eiland is thans aan de noord- en aan de zuidkant bereikbaar vanaf een Donaubrug: aan de noordkant bevindt zich de Árpádbrug en aan de zuidkant de Margarethabrug. Voordat de Margarethabrug in 1901 was voorzien van een aftakking naar het eiland, was het eiland alleen met bootjes te bereiken. In 1866 werden er thermaalbronnen aangeboord. De verbinding aan de noordkant, die toegang verschaft tot de twee thermaalbaden-hotels Grand Hotel en Thermal Hotel, dateert uit 1950.
Op het Margaretha-eiland is geen gemotoriseerd verkeer, afgezien van bussen en taxi's, alsook toeristenkoetsen. Het eiland heeft geen permanente bewoners, maar is een groot stadspark, waar zich enkele (kuur)hotels, zwembaden, tuinen en een openluchttheater (Szabadtéri Színpad) bevinden, naast een watertoren (Margitszigeti víztorony), de ruïnes van het dominicanessenklooster en de resten van twee kerkgebouwen, de Dominicanenkerk en de Sint-Michaëlskerk. Het eeuwfeest-monument (Centenáriumi emlékmű) herdenkt de vereniging van Boeda, Pest en Óbuda van 1873.
De zwembaden op het eiland zijn sinds de jaren 50 de vaste trainingslocatie van het Hongaarse nationale zwemteam. Het nationale zwemcomplex, volledige naam Hajós Alfréd Nemzeti Sportuszoda és Széchy Tamás Uszoda, waarvan het oorspronkelijke gebouw dateerde uit 1930 is vernoemd naar de voormalige zwemmer Alfréd Hajós en sinds de vernieuwing in 2006 tevens naar de zwemcoach Tamás Széchy.